# Ferdinand David
Ernst Victor Carl Ferdinand David (født 20. januar 1810 i Hamburg, død 19. juli 1873 i Klosters) var en tysk violinist og violinlærer.
David studerede hos Louis Spohr og blev i 1836 koncertmester ved Gewandhauskoncerterne i Leipzig, hvor han sammen med Mendelssohn, Hauptmann, Moscheles og andre i 1843 grundlagde byens musikkonservatorium og selv i andre henseender udøvede et højst indflydelsesrig arbejde.
Som virtuos indtog han en formidlende stilling mellem Spohr og Molique samt udmærkede sig gennem en klangfyldt tone, elegant strøgføring og åndrige foredrag. Endnu højere skattedes han som orkester- og kvartetspiller. Han videreførste den kasselske (spohrske) skoles traditioner til en række elever, heriblandt Friedrich Hermann, Joseph Joachim og August Wilhelmj.
David udgav endda en værdifuld lærebog over violinen og Die hohe schule des violinspiels, en samling stykker fra 1600- og 1700-tallet. Hans kompositioner består mest af stykker for nævnte instrument, men derudover af koncerter for andre sådanne ligesom af symfonier, kvartetter, sange og operaen Hans Wacht (1852).